# Mercersburg
Mercersburg – miasto i okręg w hrabstwie Franklin w stanie Pensylwania, 117 km na południowy zachód od Harrisburga. W 1900 roku miasto liczyło 956 mieszkańców, a w 1910 już 1410. Podczas spisu powszechnego w 2000 roku mieszkało tu 1540 osób.

## Geografia
Miasteczko znajduje się na południu stanu Pensylwania, niedaleko historycznej Linii Masona-Dixona stanowiącej dziś granicę pomiędzy stanem Maryland. Niedaleko miasta przechodzi droga międzystanowa nr 81.

## Edukacja
Okręg Mercersburg podlega pod Tuscarora School District. Miasto słynie ze szkoły średniej Mercersburg Academy, które ma bogatą tradycję sportową. Jej mury opuściło 48 olimpijczyków, z czego 9 wywalczyło złote medale. W latach 80. Mercersburg miało bardzo dobre zaplecze pływackie, dzięki czemu dwoje uczniów: Betsy Mitchell oraz Melvin Stewart, wygrali olimpijskie medale.
Ostatnio, Mercersburg ma znaczne osiągnięcia sportowe w biegach przełajowych.

## Ludzie związani z miastem
- James Buchanan jedyny Prezydent USA pochodzący z Pensylwanii. Urodził się we Cove Gap – wiosce niedaleko Mercersburg, którym spędził całe dzieciństwo. Jego dom dziś znajduje się na kampusie Mercersburg Academy.
- Harriet Lane (1830-1903), siostrzenica Jamesa Buchanana
- Laureaci Nagrody Akademii Filmowej (Oscar): Jimmy Stewart oraz Benicio del Toro, którzy byli uczniami Mercersburg Academy
- Vanessa Branch, aktorka, znana z roli Giselle w Piratach z Karaibów: Klątwa Czarnej Perły i ich kontynuacji.